# Lịch Vũ trụ

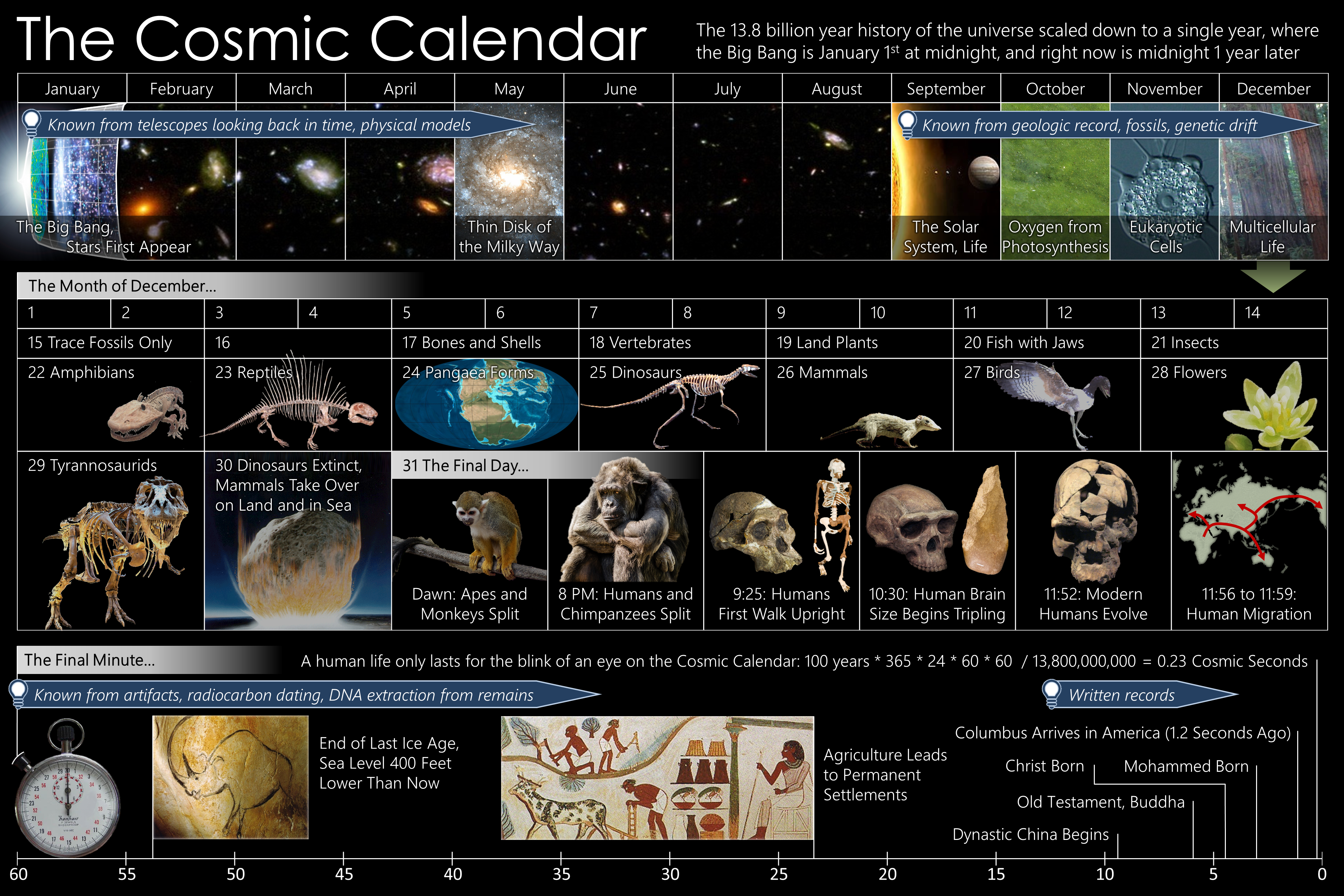
Một bản trình bày đồ họa của Lịch Vũ trụ, thể hiện các tháng trong năm, các ngày tháng 12, và phút cuối cùng.

Lịch Vũ trụ là một phương thức hình dung lịch sử vũ trụ, rút ngắn 13,8 tỉ năm tuổi của vũ trụ vào một năm duy nhất để trực quan hóa lịch sử vũ trụ nhằm giảng dạy trong giáo dục khoa học hay khoa học phổ thông.
Trong cách hình dung này, Vụ Nổ Lớn diễn ra vào đúng nửa đêm ngày 1 tháng 1, và thời điểm hiện tại được đưa vào giây cuối cùng của ngày 31 tháng 12. 
Theo tỉ lệ này thì mỗi giây tương ứng với 437,5 năm, mỗi giờ tương ứng với 1,575 triệu năm, và mỗi ngày là 37,8 triệu năm.
Khái niệm này được phổ biến hóa bởi Carl Sagan trong cuốn sách The Dragons of Eden (1977) và trên series truyền hình Cosmos.

## Năm Vũ trụ

### Vũ trụ
| Ngày       | Gya   | Sự kiện                                     |
| ---------- | ----- | ------------------------------------------- |
| 1 tháng 1  | 13,8  | Vụ Nổ Lớn, dựa trên phóng xạ nền vũ trụ     |
| 14 tháng 1 | 13,1  | Tia chớp gamma sớm nhất được biết tới       |
| 22 tháng 1 | 12,85 | Thiên hà đầu tiên hình thành                |
| 16 tháng 3 | 11    | Dải Ngân Hà hình thành                      |
| 12 tháng 5 | 8,8   | Đĩa của Dải Ngân Hà hình thành              |
| 2 tháng 9  | 4,57  | Hệ Mặt Trời hình thành                      |
| 6 tháng 9  | 4,4   | Viên đá cổ nhất được tìm thấy trên Trái Đất |

Các ngày trong năm được tính theo công thức
T(ngày) = 365 ngày * 0,100/13,797 (1- T_Gya/13,797)

### Sự tiến hóa sự sống trên Trái Đất
| Ngày               | Gya   | Sự kiện                                                                          |
| ------------------ | ----- | -------------------------------------------------------------------------------- |
| 14 tháng 9         | 4,1   | "Tàn dư của sự sống" được tìm thấy trong hòn đá cổ 4,1 tỉ năm tuổi tại Tây Úc.   |
| 21 tháng 9         | 3,8   | Dạng sống đầu tiên (Sinh vật nhân sơ)                                            |
| 30 tháng 9         | 3,4   | Quang hợp                                                                        |
| 29 tháng 10        | 2,4   | Oxy xuất hiện trong khí quyển                                                    |
| 9 tháng 11         | 2     | Các tế bào phức tạp (Sinh vật nhân thực)                                         |
| 5 tháng 12         | 0,8   | Dạng sống đa bào đầu tiên                                                        |
| 7 tháng 12         | 0,67  | Các động vật đơn giản                                                            |
| 14 tháng 12        | 0,55  | Động vật Chân khớp (tổ tiên của các loài côn trùng, nhện)                        |
| 17 tháng 12        | 0,5   | Cá và các loài cá lưỡng cư                                                       |
| 20 tháng 12        | 0,45  | Thực vật trên cạn                                                                |
| 21 tháng 12        | 0,4   | Côn trùng và các loại hạt                                                        |
| 22 tháng 12        | 0,36  | Động vật lưỡng cư                                                                |
| 23 tháng 12        | 0,3   | Động vật bò sát                                                                  |
| 24 tháng 12        | 0,25  | Sự kiện tuyệt chủng kỷ Permi-kỷ Trias, 90% các loài tuyệt chủng                  |
| 25 tháng 12        | 0,23  | Khủng long                                                                       |
| 26 tháng 12        | 0,2   | Động vật có vú                                                                   |
| 27 tháng 12        | 0,15  | Chim                                                                             |
| 28 tháng 12        | 0,13  | Hoa                                                                              |
| 30 tháng 12, 06:24 | 0,065 | Sự kiện tuyệt chủng kỷ Creta-Paleogen, các loài khủng long khác chim tuyệt chủng |

### Sự tiến hóa của con người
| Ngày / giờ            | mya   | Sự kiện                              |
| --------------------- | ----- | ------------------------------------ |
| 30 tháng 12           | 65    | Bộ Linh trưởng                       |
| 31 tháng 12, 06:05    | 15    | Liên họ Người                        |
| 31 tháng 12, 14:24    | 12,3  | Họ Người                             |
| 31 tháng 12, 22:24    | 2,5   | Người nguyên thủy và công cụ bằng đá |
| 31 tháng 12, 23:44    | 0,4   | Con người khám phá ra lửa            |
| 31 tháng 12, 23:52    | 0,2   | Người hiện đại về giải phẫu          |
| 31 tháng 12, 23:55    | 0,11  | Bắt đầu thời kỳ băng hà gần đây nhất |
| 31 tháng 12, 23:58    | 0,035 | Các bức tranh và chạm trổ trên đá    |
| 31 tháng 12, 23:59:32 | 0,012 | Nông nghiệp                          |

### Lịch sử bắt đầu
| Ngày / giờ            | mya  | Sự kiện |
| --------------------- | ---- | --- |
| 31 tháng 12, 23:59:33 | 12,0 | Kết thúc Kỷ Băng hà |
| 31 tháng 12, 23:59:41 | 8,3  | Doggerland chìm xuống biển |
| 31 tháng 12, 23:59:46 | 6,0  | Thời đại đồ đồng đá |
| 31 tháng 12, 23:59:47 | 5,5  | Thời đại đồ đồng sớm; Chữ viết tiền ký tự; Building of Stonehenge Cursus                                                                                               |
| 31 tháng 12, 23:59:48 | 5,0  | Vương triều thứ Nhất của Ai Cập, Giai đoạn Tiền Triều đại tại Sumer, Bắt đầu nền Văn minh lưu vực sông Ấn                                                              |
| 31 tháng 12, 23:59:49 | 4,5  | Bảng chữ cái, Đế quốc Akkad, Bánh xe |
| 31 tháng 12, 23:59:51 | 4,0  | Bộ luật Hammurabi, Trung Vương quốc Ai Cập |
| 31 tháng 12, 23:59:52 | 3,5  | Thời đại đồ đồng muộn tới Thời đại đồ sắt sớm; Vụ phun trào núi lửa Minoan                                                                                             |
| 31 tháng 12, 23:59:53 | 3,0  | Thời đại đồ sắt; Bắt đầu giai đoạn Cổ đại Hy-La |
| 31 tháng 12, 23:59:54 | 2,5  | Tất-đạt-đa, Mahavira, Zoroaster, Khổng Tử, Nhà Tần, Hy Lạp cổ điển, Triều đại Ashoka, Kinh Vệ-đà hoàn thành, hình học Euclid, vật lý Archimedes, Cộng hòa La Mã        |
| 31 tháng 12, 23:59:55 | 2,0  | Thiên văn học Ptolemaic, Đế quốc La Mã, Chúa Giê-su, Phát minh số 0, Đế quốc Gupta                                                                                     |
| 31 tháng 12, 23:59:56 | 1,5  | Muhammad, nền Văn minh Maya, Nhà Tống, Đế quốc Đông La Mã hồi phục |
| 31 tháng 12, 23:59:58 | 1,0  | Đế quốc Mông Cổ, Đế quốc Maratha, Thập tự chinh, Christopher Columbus khám phá châu Mỹ, thời kỳ Phục Hưng tại châu Âu, Nhạc cổ điển tới Thời đại Johann Sebastian Bach |

### Giây hiện tại
| Ngày / giờ            | mya | Sự kiện                                          |
| --------------------- | --- | ------------------------------------------------ |
| 31 tháng 12, 23:59:59 | 0,5 | Lịch sử hiện đại; 437,5 năm cuối trước hiện tại. |